# Ноай, Эмманюэль Анри Виктюрньен де
Маркиз Эмманюэль-Анри-Виктюрньен де Ноай (фр. Emmanuel-Henri-Victurnien de Noailles; 15 сентября 1830, Ментенон (Эр и Луар) — 16 февраля 1909, Париж) — французский дипломат и литератор.

## Биография
Младший сын герцога Поля де Ноая и Алисии Эльфриды Виктюрньены де Рошешуар-Мортемар.
Родился в замке Ментенон. В юности путешествовал по Востоку, участвовал в осаде Севастополя во время Крымской войны. В 1856 году совершил путешествие по Тунису на лошади и с фотографической камерой, сделав немало видовых снимков.
Во времена Второй империи оставался частным лицом, и занимался историей и литературой.
Выдвигался кандидатом от консервативных республиканцев на выборах в Национальную Ассамблею в округе Нижних Пиренеев, но 7 января 1872 проиграл, набрав 31 599 голосов против 40 668 у лидера легитимистов Шарля Шенелона.
12 мая 1872 был назначен Адольфом Тьером полномочным министром в Вашингтон. Добился возобновления почтовой конвенции между двумя странами, разорванной за три года до этого. Вышел в отставку после 24 мая 1873, затем был восстановлен в должности, а 4 декабря того же года назначен полномочным министром при итальянском дворе. 18 июля 1876 был повышен в ранге, став первым чрезвычайным и полномочным послом Франции в Италии.
Обосновался в палаццо Фарнезе, прежней резиденции французских послов при папском дворе. Со Святым престолом находился в прохладных отношениях, но внес вклад в организацию конклава в 1878 году. В 1881 году осуществлял дипломатическую поддержку французской аннексии Туниса.
20 февраля 1882 назначен послом в Константинополь. Отверг все представления турок по поводу вопроса о наследстве тунисского бея. Участвовал в конференции по египетским делам. 17 июля 1886 вышел в отставку по собственному прошению. Вернулся на службу в 1896 году, заняв должность посла в Берлине. Старался поддерживать хорошие отношения с Германией. После выхода в отставку, 3 января 1903, получил от кайзера Вильгельма II на память его мраморный бюст.
Имел репутацию опытного и умелого дипломата. В 1876 году отказался выставляться на выборах в сенат от Нижних Пиренеев, но с октября 1874 представлял кантон Северо-Запада Байонны в Генеральном совете этого департамента.

## Награды
- Кавалер Большого креста ордена Почетного легиона (с 1902 г., великий офицер ордена с 10.07.1880, командор ордена с 30.07.1878, офицер ордена с 10.02.1875, Кавалер ордена с 11.10.1873).

- Многочисленные иностранные награды.

## Литературная деятельность
Маркиз де Ноай опубликовал несколько работ по истории и литературе Польши:
- La Pologne et ses frontières (1863, переиздана в 1915)
- La Poésie polonaise (1866)
- Henri de Valois et la Pologne en 1572 (1867) 3 тт. (Академическая премия Бурдена (1868, 3000 франков)[5].

Для создания последней работы автор использовал документы из архива своего родственника Франсуа де Ноая, епископа Дакса, одного из французских послов на польском сейме, избравшем королем Генриха III.
Кроме этого сотрудничал в Correspondant.

## Семья
Жена (30.06.1866, Рим): Элеонора Адриенна Лахманн (20.02.1827—5.09.1892)
Сын:
- Эмманюэль Жан Морис Феликс де Ноай (30.06.1869—25.08.1930)